# Fanaloka
Die Fanaloka (Fossa fossana) ist eine auf Madagaskar beheimatete endemische Raubtierart, die in der Gestalt einer Ginsterkatze ähnelt.

## Merkmale
Fanalokas erreichen eine Kopf-Rumpf-Länge von 40 bis 45 Zentimetern, hinzu kommt noch ein 22 bis 26 Zentimeter langer Schwanz. Männchen erreichen ein Gewicht von 1,5 bis 1,9 Kilogramm, während Weibchen mit 1,3 bis 1,75 Kilogramm etwas leichter bleiben. Sie erreichen damit in etwa die Ausmaße einer Hauskatze, sind aber deutlich leichter als diese. Sie haben einen stämmigen Körper mit kurzen, eher dünnen Beinen, der Kopf ist durch die langgezogene, fuchsartige Schnauze charakterisiert, die Ohren sind abgerundet.
Das Fell der Fanalokas ist graubraun, manchmal mit einem leichten Rotstich gefärbt, wobei die Unterseite heller ist. Am Rücken erstrecken sich zwei schwarze Streifen; diese werden von mehreren Reihen schwarzer, streifenförmig angeordneter Punkte an den Seiten flankiert. An den Oberschenkeln befinden sich unregelmäßige schwarze Punkte. Der Schwanz ist buschig und weist einige schwarze Ringe auf.

## Verbreitung und Lebensraum

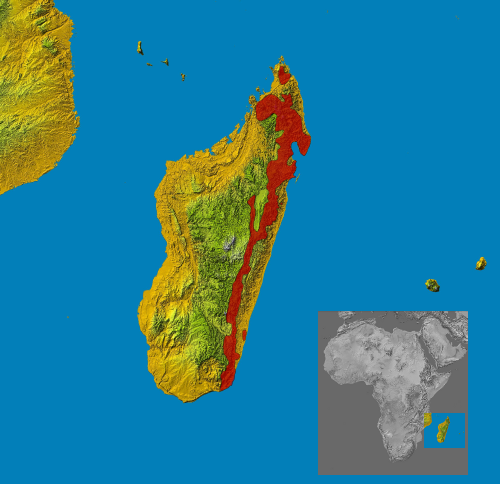
Verbreitungsgebiet der Fanalokas

Fanalokas leben an der Ostküste Madagaskars, ihr Lebensraum sind vorwiegend Regenwälder, nur an der Nordspitze ihrer Heimatinsel kommen sie auch in trockeneren Laubwäldern vor. Häufig halten sie sich in der Nähe von Gewässern auf. Sie leben in Gebieten vom Meeresniveau bis in 1600 Meter Seehöhe, sind über 1000 Meter Seehöhe jedoch deutlich seltener.

## Lebensweise und Ernährung
Fanalokas sind nachtaktiv, als Ruheplätze verwenden sie beispielsweise hohle Baumstämme oder Felsspalten. Sie halten sich meist am Boden auf, können aber auch gut klettern. Sie leben in Paaren zusammen, die ein festes Revier von 0,07 bis 0,5 km² bewohnen. Die Grenzen des Reviers werden mit Drüsensekreten markiert.
Die Tiere sind vorwiegend Fleischfresser, die sich beispielsweise von Krebstieren, Würmern, Insekten, Fröschen und Kleinsäugern wie Nagetieren und Tenreks ernähren. Die Ernährung variiert saisonal: in der Regenzeit erbeuten sie vorwiegend Krebstiere, Reptilien und Amphibien, in der Trockenzeit verstärkt Säugetiere. Ihr Schwanz dient als Fettspeicher: in der nahrungsreicheren Regenzeit können sie dort Fett einlagern und so ihr Gewicht um bis zu 25 % steigern, um so Zeiten des Nahrungsmangels überleben zu können. Es gibt keine Hinweise auf Trockenstarre oder Hibernation während der Trockenzeit.

## Fortpflanzung und Entwicklung
Die Paarung ist saisonal und erfolgt im August oder September. Nach einer rund 80- bis 90-tägigen Tragzeit bringt das Weibchen meist ein einzelnes Jungtier zur Welt. Neugeborene wiegen rund 100 Gramm und sind Nestflüchter, sie haben geöffnete Augen und können nach drei Tagen gehen. Nach rund einem Monat nehmen sie erstmals feste Nahrung zu sich, entwöhnt werden sie mit rund zwei bis drei Monaten. Mit rund einem Jahr verlassen sie das Territorium der Eltern.

## Bedrohung
Die IUCN führt die Fanaloka trotz abnehmender Bestandszahlen als „gering gefährdet“ (near threatened). Hauptgrund für den zurückgehenden Bestand ist die fortschreitende Zerstörung ihres Lebensraumes durch Waldrodungen. Hinzu kommt, dass sie manchmal gejagt wird, außerdem sind auch streunende Hunde und die Konkurrenz der eingeschleppten Kleinen Indischen Zibetkatze für den Bestandsrückgang verantwortlich.
In Europa werden Fanalokas nur in Bratton Fleming, in der Wilhelma Stuttgart und im Zoologischen Garten Neunkirchen gehalten.

## Systematik und Benennung
Traditionell wurde die Fanaloka zu den Schleichkatzen gezählt. Nach neueren genetischen Untersuchungen wird sie allerdings in eine neu aufgestellte Gruppe, die Madagassischen Raubtiere (Eupleridae), eingegliedert. Diese Untersuchungen ergaben, dass alle Raubtiere Madagaskars – die vorher in verschiedenen Familien geführt wurden – von einem gemeinsamen mangustenartigen Vorfahren abstammen, der wohl im späten Oligozän oder frühen Miozän (vor rund 24 bis 18 Millionen Jahren) die Straße von Mosambik überquert hat. Die nächsten Verwandten der Fanaloka sind der Falanuk und die Fossa, mit denen sie die Unterfamilie der Euplerinae bildet.
Der wissenschaftliche Gattungsname der Fanaloka, Fossa, führt manchmal zu Verwechslungen mit der Fossa, einem anderen madagassischen Raubtier. Anfänglich aufgetretene Verwechslungen sind wohl für diese Benennung verantwortlich, die aufgrund der Regeln der International Commission of Zoological Nomenclature (ICZN) nicht geändert werden kann.